# لوكاس كرباليك
لوكاس كرباليك هو لاعب جودو تشيكي ولد في 15 نوفمبر 1990،فاز بعدة ميداليات أبرزها ذهبية أولمبياد 2016.

## روابط خارجية
- لوكاس كرباليك على موقع الفيدرالية الدولية للجودو (الإنجليزية)
- لوكاس كرباليك على موقع JudoInside.com (الإنجليزية)
- لوكاس كرباليك على موقع AllJudo.net (الفرنسية)
- لوكاس كرباليك على موقع اللجنة الأولمبية الدولية (الإنجليزية)
- لوكاس كرباليك على موقع أوليمبيديا (الإنجليزية)
- لوكاس كرباليك على موقع اللجنة الأولمبية التشيكية (التشيكية)